# Diocesi di Gomfi
La diocesi di Gomfi (in latino: Dioecesis Gomphensis) è una sede soppressa e sede titolare della Chiesa cattolica.

## Storia
Gomfi è un'antica sede vescovile della provincia romana di Tessaglia in Grecia, suffraganea dell'arcidiocesi di Larissa. Come tutte le sedi episcopali della prefettura dell'Illirico, fino a metà circa dell'VIII secolo la diocesi di Lamia era parte del patriarcato di Roma; in seguito fu sottoposta al patriarcato di Costantinopoli.
Le Quien attribuisce a questa diocesi un solo vescovo, Eustazio, il cui nome appare in una lettera del suo metropolita Stefano di Larissa a papa Bonifacio II nel 531.
Dal 1933 Gomfi è annoverata tra le sedi vescovili titolari della Chiesa cattolica; la sede è vacante dal 2 agosto 1976.

## Cronotassi dei vescovi greci
- Eustazio † (menzionato nel 531)

## Cronotassi dei vescovi titolari
- Francis Edward Hyland † (15 ottobre 1949 - 17 luglio 1956 nominato vescovo di Atlanta)
- Valeriano Ludovico Arroyo Paniego, O.F.M. † (26 gennaio 1957 - 2 agosto 1976 deceduto)